# 楔叶山莓草
楔叶山莓草（学名：Sibbaldia cuneata）是蔷薇科山莓草属的植物。分布在俄罗斯、阿富汗、尼泊尔、台湾岛以及中国大陆的青海、西藏、云南等地，生长于海拔3,400米至4,500米的地区，多生长在高山草地或岩石缝中，目前尚未由人工引种栽培。